# Reiter- und Diensthundführerstaffel Braunschweig
Die Reiter- und Diensthundeführerstaffel Braunschweig (RuH) ist eine Reiter- und Hundestaffel mit Sitz in Braunschweig, die 1912 gegründet wurde. Es handelt sich um eine Organisationseinheit der Polizei Niedersachsen, die der Polizeidirektion Braunschweig untersteht. Die Staffel an dezentralen Standorten der Polizeidirektion unterteilt sich in die Reiterstaffel mit 20 Pferden und die Diensthundestaffel mit 32 Hunden.

## Reiterstaffel
Der Reiterstaffel in Braunschweig gehören 20 Polizeireiter und 20 Pferde an. An Pferden werden Wallache unterschiedlicher Rassen gehalten. Nach dem Kauf eines Pferdes, das in der Regel drei bis fünf Jahre alt und angeritten ist, beginnt eine einjährige bis eineinhalbjährige Grundausbildung als Dienstpferd. Polizeibeamte erhalten bei Dienstbeginn in der Reiterstaffel eine sechsmonatige Reiterausbildung. Niedersachsen gehört zu den wenigen Bundesländern, die dauerhaft berittene Polizei beibehalten hat.
Eine weitere Reiterstaffel in Niedersachsen besteht als Reiter- und Diensthundführerstaffel Hannover bei der Polizeidirektion Hannover mit etwa 32 Pferden, die von rund 39 Polizeibeamten betreut und geritten werden. Sie ist deutschlandweit die größte ihrer Art.

### Aufgaben
- Begleiten und Absichern von Großveranstaltungen (Fußball, Musikkonzerte, Demonstrationen)
- Unterstützung anderer Polizeidienststellen bei deren Maßnahmen wie Fahndung, Absperrung, Geländeabsuche
- Reiterstreife im Stadtgebiet, in sozialen Brennpunkten oder ökologisch wertvollen Bereichen (Park- und Grünanlagen, Naturschutzgebiete)
- Unterstützung bei Großeinsätzen, auch in anderen Bundesländern

### Geschichte

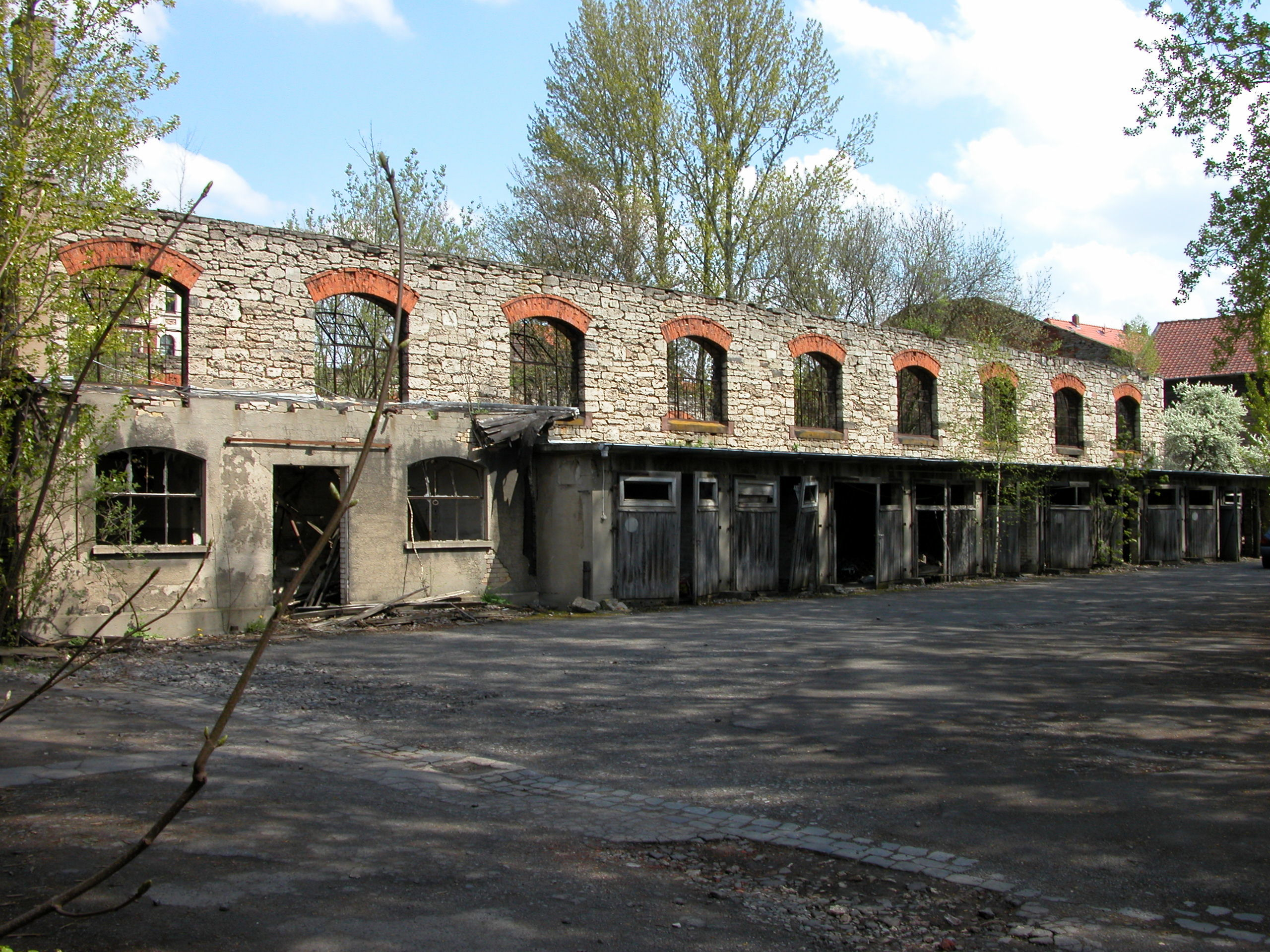
Die im Zweiten Weltkrieg zerstörte Reithalle des ehemaligen Braunschweiger Landgestüts (Ansicht von Südwesten)

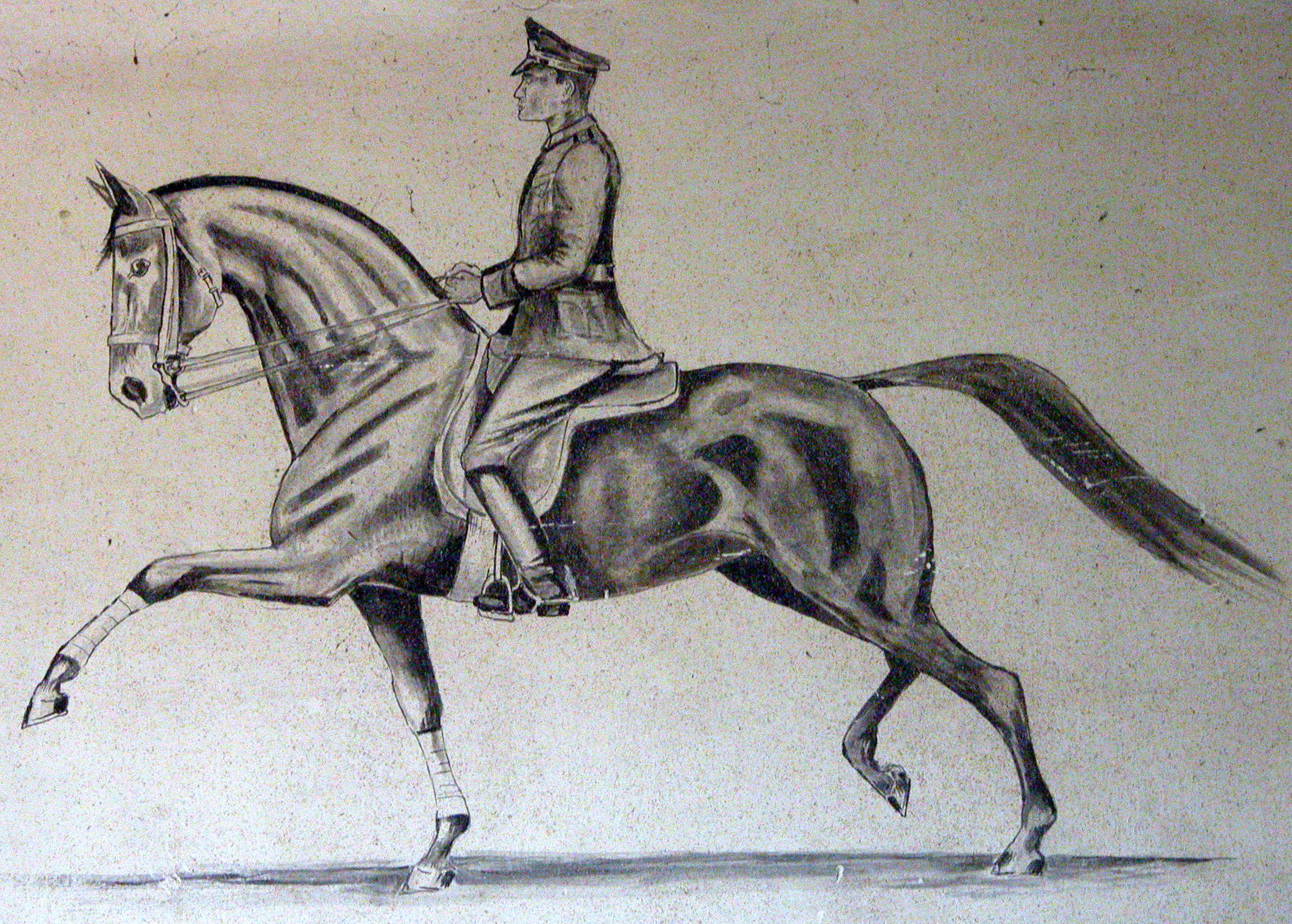
Wandmalerei in einem der Ställe des Landgestüts mit Darstellung eines Angehöriger der Reiterstaffel der Braunschweiger Polizei

Die Reiterstaffel in Braunschweig wurde als berittene Abteilung der Herzoglichen Polizeidirektion Braunschweig bei der Tagung des ordentlichen Landtags des Herzogtums Braunschweig am 30. April 1912 gegründet. Die Landesversammlung stellte der Landesregierung dafür für die Jahre 1912–1914 einen Etat von 70.450 Mark zur Verfügung. Die Reiterstaffel war auf dem ehemaligen Landgestüt Braunschweig im Flecken St. Leonhard südöstlich der Stadt untergebracht. Bis zur Zeit des Nationalsozialismus 1933 gehörten 12 Pferde zur Staffel, danach waren es bis zu 30.
Nach dem Zweiten Weltkrieg übernahm die Reiterstaffel nach Beauftragung durch die britische Militärregierung und den Braunschweiger Polizeiausschuss wieder ihre ursprünglichen Aufgaben in der Stadt. Hauptaufgabe der Einheit mit 12 Pferden war in der Nachkriegszeit die Streifentätigkeit zur Überwachung gegen Felddiebstähle. Bereits 1948 kam es zum ersten Einsatz bei Fußballspielen im Eintracht-Stadion. 1978 zog die Staffel in die Stallungen der Husarenkaserne am Altewiekring. Im Jahre 2000 wechselte sie zur heutigen Unterkunft in der Straße Grüner Ring in Querum, wo sie über eine neu erbaute Reithalle verfügt. Am 30. April 2012 wurde auf dem Gelände das hundertjährige Bestehen mit 10.000 Besuchern bei einem Tag der offenen Tür in Anwesenheit des Niedersächsischen Innenministers Uwe Schünemann begangen.

## Diensthundstaffel
Die Staffel verfügt über 32 Hundeführer, die jeweils einen Diensthund halten. Gehalten werden Hunde der Rassen Deutscher, Belgischer und Holländischer Schäferhund. Die Hundeführer sind auf Standorte in Braunschweig, Goslar und Wolfsburg verteilt. Da Hund und Führer im Dienst eine Einheit bilden, ist der Hund in die Familie seines Führers integriert. Dort verbringt er auch seinen Lebensabend nach dem Ausscheiden als Polizeihund.

### Aufgaben
- Dienst im Rahmen des Streifendienstes
- Unterstützung von polizeilichen Einsätzen mit erhöhter Gefahrenprognose, beispielsweise Vollstreckung von Haftbefehlen
- Schutz von Großveranstaltungen mit der Begleitung von Demonstrationen und dem Einsatz bei gewalttätigen Demonstrationen
- Objektschutzmaßnahmen
- Suche nach versteckten Personen in Gebäuden oder im Gelände
- Fährtensuche nach flüchtigen Tätern, vermissten lebenden oder toten Personen
- Suche nach Gegenständen, wie Diebesgut, Tatwerkzeug, Rauschgift, Sprengstoff, Brandmittel
- Öffentlichkeitsarbeit und Imagepflege